# فینال جام باشگاه‌های اروپا ۱۹۶۶
فینال جام باشگاه‌های اروپا ۱۹۶۶، رقابت پایانی جام باشگاه‌های اروپا در سال ۱۹۶۶ میلادی است که مابین دو تیم باشگاه فوتبال رئال مادرید و باشگاه فوتبال پارتیزان در ورزشگاه کینگ بودوئن ، بروکسل برگزار شده‌است.
این مسابقه که در تاریخ ۱۱ مه ۱۹۶۶ انجام شده‌است با نتیجه ۲ بر ۱ به سود تیم باشگاه فوتبال رئال مادرید به پایان رسید.